# تو (رمان)
تو (انگلیسی: You) عنوان کتابی است از کارولین کپ‌نس که در سپتامبر ۲۰۱۷ منتشر گردید. این کتاب تاکنون به ۱۹ زبان ترجمه گردیده است و یک سریال تلویزیونی با همین عنوان از آن اقتباس گردیده است.